# 삼국지 (비디오 게임)
《삼국지》는 1985년 코에이에서 발매된 역사 시뮬레이션 게임이다. 삼국지 시리즈 중 첫 번째 비디오 게임으로, 컴퓨터 외에 가정용 콘솔 등에도 포팅되었다. 본 게임의 단순화된 버전인 초본 삼국지 및 리메이크도 있다.

## 초본 삼국지
간소화된 버전으로 초본이 있으며, 이는 플로피디스크 드라이브 2대를 장비한 PC에서만 플레이되는 삼국지이다. 지도를 빼고는 사실상 흑백 화면이었다. 한 달에 명령을 하나씩만 내릴 수 있었다. 일부 시나리오와 '약탈' 등 사용 빈도가 낮은 명령어 등을 없애서 드라이브 1대만 있는 개인용 컴퓨터에서도 동작할 수 있게 한 것도 있다. 가격도 낮게 설정되었다. 똑같이 플레이를 하고도 '운(Luck)'이라는 능력치도 있었기 때문에 운이라는 능력치가 낮은 장수는 별 이유 없이 일찍 죽었다. 그 뒤에 발매된 패미컴판은 이것을 기반으로 했다. 또한 삼국지 초본의 경우 장수들의 얼굴을 초상화를 그대로 갖다 붙였다.

## 시나리오
1. 동탁타도 189년
2. 조조의 대두 195년
3. 신시대의 개막 200년
4. 공명의 출려 208년
5. 삼국시대 215년